# Paducah (Kentucky)
Paducah es una ciudad ubicada en el condado de McCracken en el estado estadounidense de Kentucky. En el Censo de 2010 tenía una población de 25 024 habitantes y una densidad poblacional de 483 personas por km². Se encuentra al oeste del estado, en el lugar donde el río Tennessee se une al río Ohio, que separa a la ciudad del estado de Illinois. Pocos kilómetros después de su paso por Paducah, el río Ohio desaguará en el Misisipi. 

## Geografía

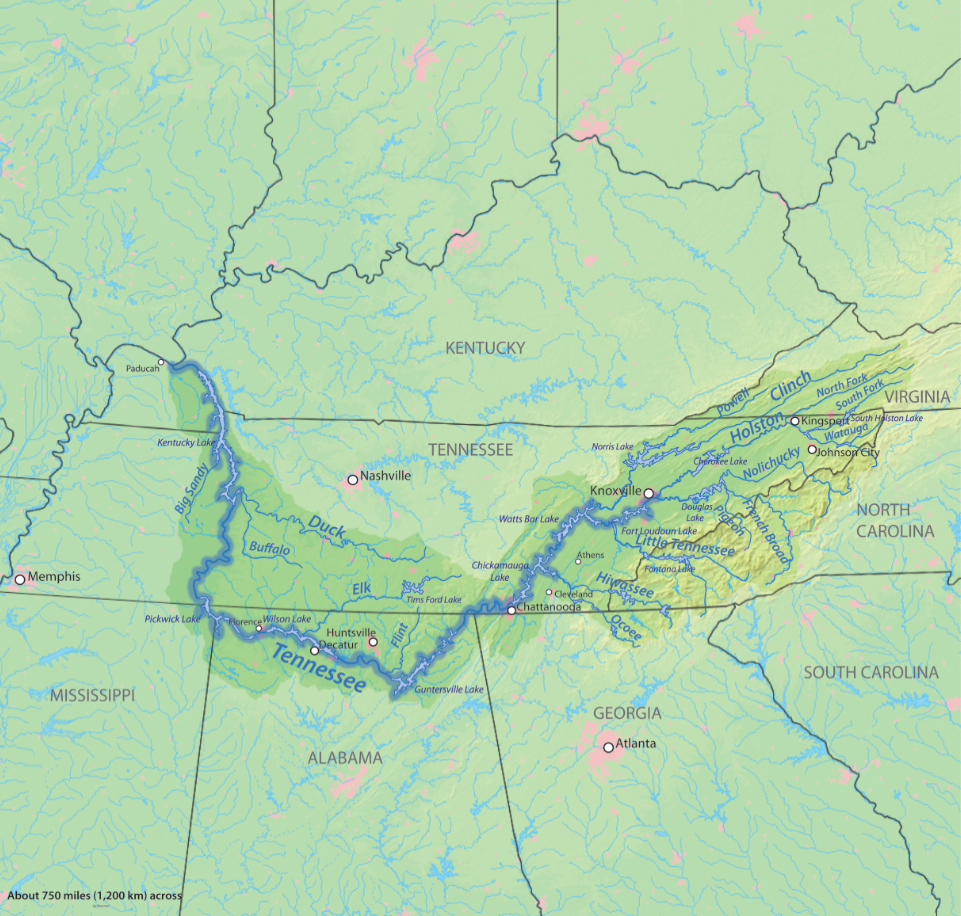
Mapa del río Tennessee en el que se ve —arriba a la izquierda— Paducah

Paducah se encuentra ubicada en las coordenadas 37°4′15″N 88°38′40″O / 37.07083, -88.64444. Según la Oficina del Censo de los Estados Unidos, Paducah tiene una superficie total de 51.81 km², de la cual 51.54 km² corresponden a tierra firme y (0.51%) 0.27 km² es agua.

## Demografía
Según el censo de 2010, había 25024 personas residiendo en Paducah. La densidad de población era de 483,02 hab./km². De los 25024 habitantes, Paducah estaba compuesto por el 70.99% blancos, el 23.68% eran afroamericanos, el 0.22% eran amerindios, el 1.02% eran asiáticos, el 0.02% eran isleños del Pacífico, el 1.07% eran de otras razas y el 3.01% pertenecían a dos o más razas. Del total de la población el 2.68% eran hispanos o latinos de cualquier raza.